# Історія ГУЛАГу
«Історія ГУЛАГу» (англ. Gulag: A History) — документальне дослідження журналістки та письменниці Енн Епплбом, присвячене політичним репресіям у СРСР у XX столітті та системі таборів ГУЛАГу, вперше опубліковане у 2003. Книга здобула престижні літературні премії, у тому числі Пулітцерівську премію за нехудожню літературу в 2004, та номінацію на щорічну нагороду Національного товариства книжкових критиків США.

## Сюжет
При написанні книги Енн Епплбаум використовувала архівні документи, наукові дослідження радянських, російських та зарубіжних істориків, спогади та мемуари ув'язнених та працівників репресивної системи. Дослідження охоплює період політичних репресій з 1917 і до останніх років існування СРСР. Серед іншого, у книзі розглядаються різні кількісні оцінки людей, які постраждали від політичних репресій і пройшли через систему концтаборів. За оцінкою самої Енн Епплбаум за всі роки існування СРСР 28,7 мільйона осіб, тим чи іншим чином зазнали політичних репресій.
Книга «ГУЛАГ» була першою широко відомою публікацією Епплбаум, за нею пішли «Залізна завіса: розгром Східної Європи, 1944—1956», опублікована у 2012, та «Червоний голод» у 2017. «ГУЛАГ» приніс їй Пулітцерівську премію за документальну літературу в 2004.
Хоча Епплбаум народилася у Вашингтоні, округ Колумбія, її предки іммігрували до США з Білорусі. У своїй книзі «Між Сходом і Заходом» вона описує вивчення міграційного шляху її сім'ї в США, як у ранньому віці вона була здивована тим, що пов'язана з Білоруссю. Будучи студенткою університету, вона провела літо 1985 в Ленінграді і вважає, що ця поїздка сформувала її нинішні погляди на світ.
Книга є збіркою свідчень з перших рук про те, що відбувалося в ГУЛАГу. Авторка зазначає роль Олександра Солженіцина, який разом із незліченною безліччю інших авторів дозволив «заглянути під поверхню повсякденного жаху і відкрити глибші істини про стан людини».

## Видання українською мовою
Українською мовою книга вперше видана у 2006 під назвою «Історія ГУЛАГу» у видавництві «Києво-Могилянська академія».

## Нагороди
У 2004 удостоїлася Пулітцерівської премії за нехудожню літературу.